# Liste von Automuseen in Österreich

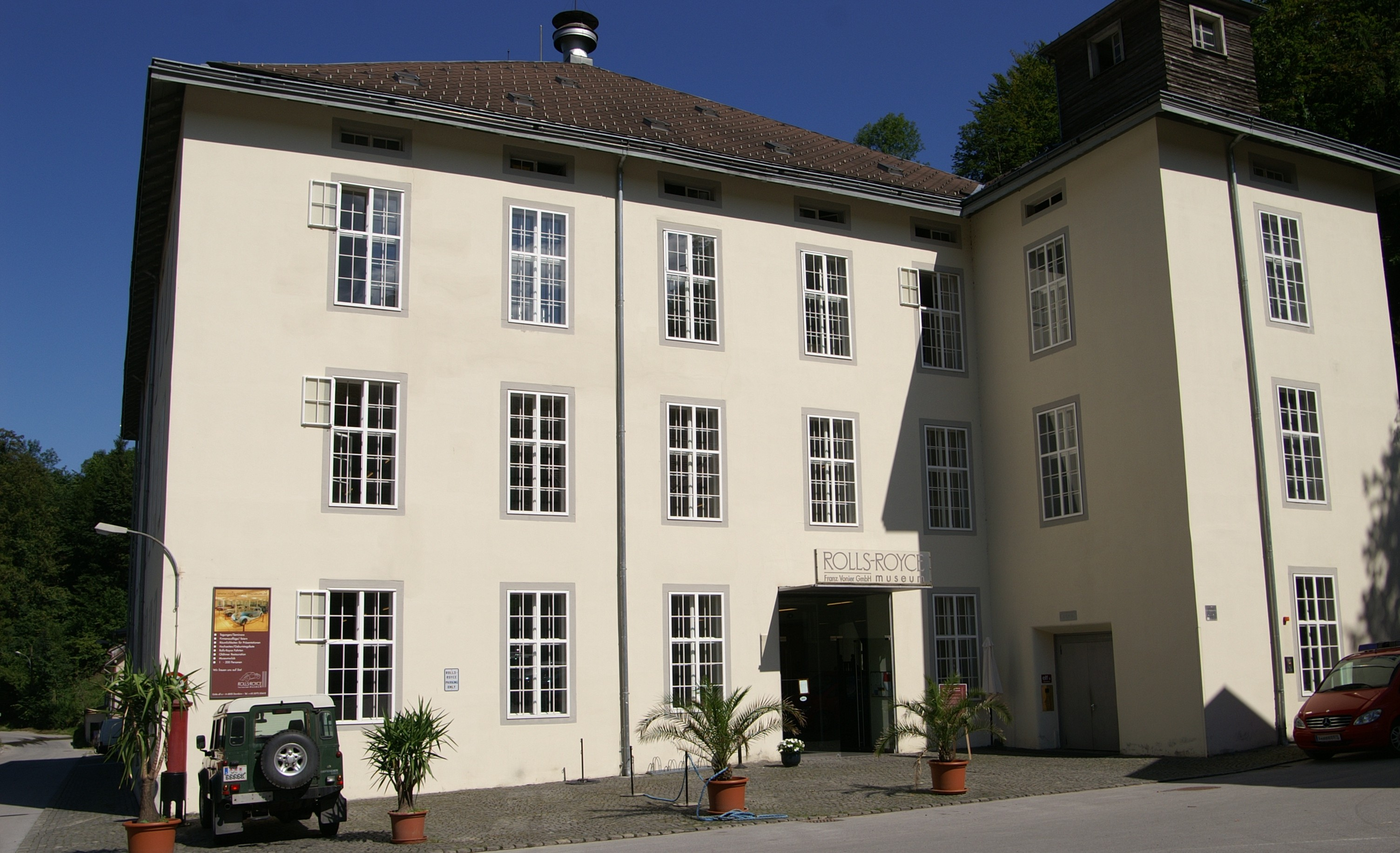
Rolls-Royce-Museum in Dornbirn

Die Automuseen in Österreich sind üblicherweise ganzjährig mit festen Öffnungszeiten geöffnet. Es gibt neben Automuseen, die sich zum Teil auf eine bestimmte Automarke konzentrieren, auch Motorrad- und Technikmuseen, die ein paar Autos ausstellen.

## Tabellarische Übersicht aktueller Museen
Die Tabelle ist absteigend nach der Anzahl der ausgestellten Personenkraftwagen sortiert, und bei gleicher Anzahl alphabetisch aufsteigend nach Ort. In der Spalte Stand ist das Jahr angegeben, auf das sich die Angaben Anzahl ausgestellter Pkw und Besondere Pkw beziehen. Die Auflistung in der Spalte Besondere Pkw erfolgt alphabetisch.
| Name des Museums                                                              | Ort                             | Beschreibung                                                                                               | Anzahl ausgestellter Pkw | Stand | Besondere Pkw |
| ----------------------------------------------------------------------------- | ------------------------------- | --- | ------------------------ | ----- | --- |
| Kraftfahrzeugmuseum Sigmundsherberg                                           | Sigmundsherberg                 | Autos | 153                      | 2013  | AMC Javelin 1971, Bitter CD 1975, Bricklin SV-1 1975, Continental Mark IV 1959, GAZ-14 Tschaika 1987, Iso Lele 1974 und Monteverdi Safari 1979                                                                                     |
| Automobil- und Motorradmuseum Austria                                         | Gramatneusiedl                  | Autos und Motorräder                                                                                       | 120                      | 2013  | Aero Minor II 1951, Alvis TD 21, Checker Marathon 1968, Citroën Dyane, IMP 700 GT 1961, Ledl AS 160 1986, Peugeot 604 1983, Rosengart Super Traction 1938 und Steyr II 1920                                                        |
| Automobil-Museum Aspang                                                       | Aspang-Markt                    | Autos | 114                      | 2013  | Adler Typ K 6/14 PS 1910, Amilcar Type CS 1923, Delaunay-Belleville 1908, Felber Möve 1954, Gräf & Stift SP 8 1936, Praga Lady 1938, Rally CST 4 1927, Sovam 1100 A 1967, Steyr Steyr-Opel 1932, Tatra 57 b 1940 und Vermorel 1911 |
| Oldtimermuseum Koller Heldenberg                                              | Kleinwetzdorf-Heldenberg        | Autos und Motorräder                                                                                       | 112                      | 2013  | Borgward Isabella 1960, DAF 66 1975, Daimler DB 18 1952, Hispano-Suiza HS 26, Jewel, Ledl Bugatti Replica, Packard 740 1930, Puch XII Alpenwagen 1919, Stimula 1908 und Waverley 1915                                              |
| Nostalgie auf Rädern                                                          | Großklein                       | Autos und Motorräder                                                                                       | 98                       | 2000  | Autobianchi Bianchina Panoramica 1957, FSO Warszawa, Gutbrod Superior 1952, Heinkel Kabine, LuAS-967 Schwimmwagen 1969, Mazda 929 Coupé 1973, Steyr-Fiat 1100 B 1948 und Sunbeam-Talbot 90 1951                                    |
| Vötters Fahrzeugmuseum                                                        | Kaprun                          | Autos, Schwerpunkt Kleinwagen, und Motorräder                                                              | 74                       | 2013  | AWS Shopper 1974, Fuldamobil, Glas Isar, Heinkel Kabine, NSU Sportprinz und Ro 80, Praga Piccolo, Steyr-Puch 500, Victoria Spatz und Zündapp Janus                                                                                 |
| Rolls-Royce-Museum                                                            | Dornbirn                        | Autos der Marke Rolls-Royce                                                                                | 58                       | 2018  | Delahaye Type 135 MS 1946, Rolls-Royce 20/25 HP, 25/30 HP, 40/50 HP, Phantom I, Phantom II, Phantom III, Silver Cloud und Silver Wraith                                                                                            |
| Manro – Classic Auto & Musik Museum                                           | Koppl                           | Autos und Musikinstrumente                                                                                 | 47                       | 2013  | Austin-Healey, Daimler DS 420 1975, Ferrari 365 GTC/4 1971, Fiat Dino 1968, Maserati Indy 1971, MG M-Type Midget 1930 und Steyr-Opel 1932                                                                                          |
| Johann Puch Museum                                                            | Graz                            | Autos und Motorräder, Schwerpunkt Steyr Daimler Puch                                                       | 44                       | 2013  | Pontiac Aztek, Steyr-Puch 500 1957 und VW Golf Country |
| Villacher Fahrzeugmuseum                                                      | Villach                         | Autos und Motorräder                                                                                       | 42                       | 2012  | DKW Junior 1959, Fiat 500 C Topolino 1953, Goggomobil TL 300 Lieferwagen 1957, Messerschmitt KR 175 Kabinenroller 1953, NSU-Fiat 500 A Weinsberg 1939 und Steyr 55 1939                                                            |
| Historama Ferlach                                                             | Ferlach                         | Technikmuseum mit Autos                                                                                    | 36                       | 2012  | BMW Isetta, Bohrer 1901, Grofri 1928, Meister K 5, Perl 1924 und VW 411 1972 |
| RRR Roller, Rollermobile & Wurlitzer                                          | Eggenburg                       | Autos, Schwerpunkt Kleinwagen, und Motorräder                                                              | 33                       | 2013  | Alta 1968, Berkeley, Felber Autoroller 1953, Frisky Sport, Iso España Isetta, Libelle Allwetter-Autoroller 1954, Meister K 6 1974, Mochet CM 125 1954, Peel Trident 1965, Rolux 1949, Vélam Isetta 1956 und Vespa 400              |
| VW-Käfermuseum Gaal                                                           | Gaal                            | Autos, Schwerpunkt VW                                                                                      | 32                       | 2013  | Custoca Taifun, Porsche 718 (Nachbau), VW Käfer und Schwimmwagen |
| Burg Strechau – Historische Automobile                                        | Lassing                         | Burg mit Autoausstellung                                                                                   | 32                       | 2013  | BMW Isetta 1959, Borgward Isabella Kombi 1958, Gräf & Stift VK 1923, Hillman Minx Mk. VI 1953, Steyr 50, 100, 220, 430, 530, 630, Typ 30, Typ XII und Typ XX                                                                       |
| Gerhard Porsche Museum                                                        | St. Salvator                    | Autos | 32                       | 2013  | Facel Vega HK 500 1961, Galloway 10/20 HP 1923, Orel 8 CV VL 08 1907, Praga Alfa 1925, SS 1 1936 und Z 4/18 HP 1926 |
| Ferdinand Porsche Erlebniswelten fahr(T)raum                                  | Mattsee                         | Fahrzeuge                                                                                                  | 31                       | 2018  | Austro-Daimler, Lohner-Porsche, Rauch & Lang, Steyr und Wanderer W 21 |
| Museum Fahrzeug-Technik-Luftfahrt Bad Ischl                                   | Lauffen                         | Technikmuseum mit Autos                                                                                    | 21                       | 2013  | Adler Trumpf Junior 1936, Aero 18 1932, GAZ-13 Tschaika 1974, Humber Super Snipe 1961, Lincoln Continental Mark V 1977, Steyr 100 1934 und Velorex Vierrad                                                                         |
| Oldtimermuseum Hausberger                                                     | Puchberg am Schneeberg          | Autos, Schwerpunkt Mercedes-Benz                                                                           | 21                       | 2013  | Chrysler 50 1927, Horch 853 1937, Mercedes-Benz 130, 170, 180 D, 190 SL, 230, 280 SE und 300 |
| Technisches Museum Wien                                                       | Wien                            | Technikmuseum mit Autos                                                                                    | 21                       | 2013  | Austro-Daimler 6/25 PS 1920, Benz Modell 3 1893, Egger-Lohner Viersitzer 1899, Friedmann-Knoller Dampfwagen 1904, Gräf Front Voiturette 1900, Marcuswagen 1888 und Nesselsdorf A – Vierer II 1900                                  |
| Porsche Automuseum Helmut Pfeifhofer                                          | Gmünd                           | Autos, Schwerpunkt Porsche                                                                                 | 20                       | 2013  | Porsche 356, 906, 911, 959, 968 und RSK |
| Erfolgsgeschichte des Automobils, im Besucherzentrum Kaiser-Franz-Josefs-Höhe | Fusch an der Großglocknerstraße | Autos | 18                       | 2013  | Citroën 2 CV, Fiat 501 und 509, Jaguar 420 G 1968, Mini 1974, Opel Kadett A und Steyr 100 |
| Tatra Museum des OCNT                                                         | Wöllersdorf-Steinabrückl        | Autos, Schwerpunkt Tatra                                                                                   | 18                       | 2013  | Praga Piccolo 1939, Tatra 12, 30, 57, 600 Tatraplan, 603, 613 und 75 |
| Puchmuseum Judenburg                                                          | Judenburg                       | Autos und Motorräder, Schwerpunkt Puch                                                                     | 17                       | 2013  | IMP 700 GT 1961, Meister Dreirad 1973, Steyr-Puch 500, 650 und 700 C |
| HCW Privatsammlung                                                            | Altaussee                       | Autos, Busse und Lastkraftwagen, Schwerpunkt Fahrzeuge von Gräf & Stift                                    | 15                       | 2018  | Gräf & Stift SP 8 |
| Lotus Museum                                                                  | Bad Aussee                      | Autos von Lotus                                                                                            | 15                       | 2013  | Lotus Éclat, Elan, Elise, Elite, Esprit, Europa, Excel und Seven |
| Nostalgiewelt Posch                                                           | Feldbach                        | Autos und zahlreiche andere Dinge                                                                          | 15 (etwa)                | 2024  | Benz Patent-Motorwagen Nummer 1, Ford Modell A und Modell T |
| Oldtimerclub & Museum Poysdorf                                                | Poysdorf                        | Autos und Motorräder                                                                                       | 15                       | 2013  | Aero 18 1932, Hanomag 4/23 PS, Kleinschnittger F 125 1952 und Tatra 12 |
| Bauern-Technik-Museum Gallhuberlhof                                           | Steyr-Dietach                   | Bauernmuseum mit einigen Fahrzeugen                                                                        | 12                       | 2013  | Praga Alfa 1927 und Piccolo, Steyr 50 und 100, Tatra 30/52 1929 und Walter Junior |
| Das kleine Haus der Technik                                                   | Ried im Innkreis                | Technikmuseum mit Autos                                                                                    | 11                       | 2000  | Austin-Healey Sprite, Honda S800, Opel Kadett (KJ 38) 1938 und Rover 12 HP 1948 |
| Pechmann's alte Ölmühle                                                       | Deutsch Goritz-Ratschendorf     | Tierpark und Technikmuseum                                                                                 | 7                        | 2013  | Hummer, Mercedes-Benz 170 1938, 190 D, 200 D und Trabant |
| Kulturverein Schloß Ebelsberg                                                 | Ebelsberg                       | kleine Autosammlung                                                                                        | 7                        | 2001  | Berliet 1927, BMW 315/1 1934, Fiat 508 Balilla 1936, Maserati Indy und Steyr 30 1930 |
| Österreichisches Motorradmuseum                                               | Sigmundsherberg                 | Motorradmuseum mit einigen Autos                                                                           | 4                        | 2013  | BMW Isetta und Rolls-Royce 20/25 HP |
| Militärmuseum und Motorradsammlung                                            | Rosenau am Sonntagberg          | Militärmuseum mit einigen Fahrzeugen                                                                       | 3                        | 2013  | VW Typ 82 Kübelwagen |
| Heeresgeschichtliches Museum                                                  | Wien                            | Militärmuseum mit einigen Autos                                                                            | 3                        | 2013  | Gräf & Stift 28/32 PS |
| Oldtimermuseum Rund ums Rad                                                   | Altmünster                      | Zweiradmuseum mit 2 Autos                                                                                  | 2                        | 2013  | BMW Isetta und Buick 1929 |
| Technologie-Museum Salzburg                                                   | Salzburg-Gnigl                  | Technikmuseum mit einigen Fahrzeugen                                                                       | 1                        | 2013  | Steyr Typ XX |
| Wagenburg Schloss Schönbrunn                                                  | Wien                            | Museum mit dem Fuhrpark des österreichischen Kaiserhauses                                                  | 1                        | 2013  | Gräf & Stift 40/45 PS 1914 |
| Museum Altenmarkt                                                             | Fürstenfeld                     | Fahrzeuge                                                                                                  |                          |       | |
| Siegfried Marcus Automobilmuseum Stockerau                                    | Stockerau                       | jährlich wechselnde Sonderausstellung von etwa 20 Autos und 20 Motorrädern, nur im Winterhalbjahr geöffnet |                          |       | |
| Motorradmuseum in Sulz im Wienerwald                                          | Sulz im Wienerwald              | ein Auto, viele Motorräder                                                                                 |                          |       | |
| MWN Stadtmuseum Wiener Neustadt                                               | Wiener Neustadt                 | Stadtmuseum, im Winter mit einem Auto                                                                      |                          |       | |

## Ehemalige Museen
Diese Tabelle umfasst Museen und museumsähnliche Sammlungen, die in der Vergangenheit alte Personenkraftwagen ausstellten. Die Tabelle ist alphabetisch nach Name sortiert. Einträge ohne Blaulink zum Museum bedürfen eines Belegs.
| Name des Museums       | Ort      | Beschreibung |
| ---------------------- | -------- | ------------ |
| Oldtimer-Museum Kröpfl | Hartberg | Autos        |